# Subah
Subah o suba és una província de l'antic Imperi Mogol. El governador de la subah era conegut amb el nom de subahdar o subadar, el qual es va convertir en subedar per referir-se a un oficial de l'exèrcit de l'Índia. Les subahs van ser creades per l'emperador Akbar durant les reformes administratives de 1572-1580; inicialment eren 12, però les seves conquestes van ampliar el nombre de subahs fins a 15 cap al final del seu regnat. Les subahs es dividien en sarkars, cercles o districtes. Els sarkars alhora es dividien en parganes o mahals. Els seus successors, sobretot Aurangzeb, van ampliar el nombre de subahs encara més amb les seves conquestes. Quan l'imperi a iniciar el seu declivi a principis del segle xviii, moltes subahs van passar a ser pràcticament independents, o van ser conquerits pels marathes o els britànics.

## Història
Inicialment, després de les reformes administratives de l'emperador Akbar, l'imperi estava dividit en 12 ‘’subahs'’: Kabul, Lahor, Multan, Delhi, Agra, Avadh, Illahabad, Bihar, Bengala, Malwa, Ajmer i Gujarat. Després de les conquestes de Dècan, es van crear tres subahs més: Berar, Khandesh (initialment anomenat Dandesh el 1601) i Ahmadnagar (reanomenat Daulatabad in 1636 i posteriorment Aurangabad). Al final del regnat d'Akbar, el nombre de subahs (subes) era de 15, els quals es van incrementar a 17 durant el regnat de Jahangir. Orissa va ser crear com a subah separada de Bengala. El nombre de subahs va incrementar-se a 22 sota el regnat de Shah Jahan.
En el 8è any del seu regnat, Shah Jahan va separar el Sarkar def Telangana de Berar i el va convertir en Subah. El 1657, es va fusionar amb el Subah de Zafarabad Bidar. Agra va ser reanomenat a Akbarabad el 1629 i Delhi es va convertir en Shahjahanbad el 1648. Kashmir va ser separat de Kabul, Thatta (Sindh) de Multan i Bidar d'Ahmadnagar. Durant un temps Kandahar va ser una subah separat de l'imperi Mogol, però va ser perdut en mans de Persia el 1648. Aurangzeb va afegir Bijapur (1686) i Golkonda (1687) com a noves subahs. Hi havia 21 subahs durant el seu regnat.
Eren Kabul, Kashmir, Lahore, Multan, Delhi, Agra, Avadh, Illahabad, Bihar, Bengal, Orissa, Malwa, Ajmer, Gujarat, Berar, Khandesh, Aurangabad, Bidar, Thatta, Bijapur i Haidarabad (Golkonda).
El 1710, durant el regnat de Bahadur Shah I, Arcot es va convertir en subah.

## Subahs de l'imperi Mogol
Les 12 Subahs originals de l'emperador Akbar:
- Kabul (Caixmir afegit el 1586)
- Lahore
- Multan
- Ajmer
- Gujarat (capital Ahmedabad)
- Delhi
- Agra
- Malwa (capital Ujjain)
- Awadh o Oudh (capital Lucknow)
- Allahabad
- Bihar (capital Patna)
- Bengala (capital Rajmahal)

Subahs posteriors, amb la seva data d'establiment:
- Berar (1596) cedit per Ahmednagar (capital Ellichpur).
- Khandesh (1601) (capital Burhanpur)
- Ahmednagar (parcialment conquerit el 1601; completament conquerit el 1635)
- Bijapur (1684)
- Golconda (1687) (capital Hyderabad)
- Vijayanagar (1687) (capital Penukonda)